# Dvojníci (film, 2016)
Dvojníci je český film režiséra Jiřího Chlumského z roku 2016. Pojednává o středoškolském učiteli na gymnáziu a zloději, kteří jsou dvojníci a oba v dvojroli hraje Ondřej Sokol.

## Obsazení
| Ondřej Sokol          | Honza Rambousek / Richard Prospal |
| Jakub Kohák           | Josef Melichar                    |
| Miroslav Etzler       | učitel tělocviku Kalina           |
| Jitka Schneiderová    | Jitka Prospalová                  |
| Simona Krainová       | Andrea Drbohlavová                |
| Miroslav Táborský     | policista                         |
| Ondřej Vetchý         |                                   |
| Petr Nárožný          | Radim Vytloukal                   |
| Milan Šteindler       |                                   |
| Petr Čtvrtníček       | policista                         |
| Alena Doláková        | trafikantka                       |
| Štěpánka Fingerhutová | Natálie Prospalová                |
| Michael Hýža          |                                   |
| Zuzana Slavíková      |                                   |
| Jana Bernášková       |                                   |
| Jiří Fero Burda       |                                   |
| Berenika Suchánková   |                                   |
| Marek Lambora         | Patrik Hrubeš                     |

## Recenze
- František Fuka, FFFilm
- Mirka Spáčilová, iDNES.cz